# Mirabile auditu
Mirabile auditu, locuzione latina in uso in lingua italiana, tradotta letteralmente significa “cosa meravigliosa a sentirsi!”

La locuzione presenta una forma verbale al modo supino in diatesi passiva che completa e al contempo limita il significato dell’aggettivo da cui dipende, nell’ambito di quanto espresso dal verbo. 
Tale espressione si usa normalmente per commentare un fatto, un evento, un comportamento che mai chi parla, segna o scrive avrebbe creduto potesse accadere e ne è (come indica in questo caso l’aggettivo deverbativo da miror con suffisso -bil- ad intendere possibilità di stupore) meravigliato: 
es: "Hai smesso di fare/pensare qualcosa?! mirabile auditu!"

Si utilizzano con simile ricerca d’effetto anche le forme di analoga costruzione mirabile dictu, mirabile visu ed altre ben desumibilmente corrispondenti come incredibile dictu, horribile visu, ecc.

## Approfondimento complementare
Il supino è uno dei modi indefiniti e in particolare una forma verbale nominale della lingua latina, costituita da tema verbale con suffisso t o s con opportuna desinenza; segue la quarta declinazione ma declinandosi solo in due casi:

- una forma di antico accusativo di movimento o fine in -um comunemente detto supino attivo, dipendente in genere da verbi di movimento, 

- una forma di antico ablativo di limitazione in -u detto usualmente supino passivo, dipendente da aggettivi qualificativi che indichino una sensazione fisica o una considerazione morale (es.: acerbus, arduus, asper, difficilis, dulcis, facilis, gratus, honestus, horribilis, incredibilis, iucundus, mirabilis, optimus, turpis o simili) o da espressioni quali fas est, nefas est, opus est.
L’uso di quest’ultima forma è limitato ad alcuni verbi (e naturalmente solo transitivi, anche deponenti), ad esempio nelle espressioni: auditu (a udirsi), cognitu (a conoscersi), dictu (a dirsi), existimatu (a pensarsi), factu (a farsi), intellectu (a capirsi), inventu (a trovarsi), memoratu (a ricordarsi), visu (a vedersi). 